# 刘杰 (1970年)
刘杰（1970年10月—），湖南省新化县人，中华人民共和国政治人物。

## 生平
1970年10月，刘杰出生在湖南省新化县。1990年，刘杰考入中南工业大学（今中南大学）选矿专业，1992年12月加入中国共产党。
1994年大学毕业后，刘杰被分配至冷水江市禾青镇工作，先后出任镇长助理、副镇长、常务副镇长。2000年11月转任中共金竹山乡党委副书记、乡长，次年10月升任党委书记。2006年3月，刘杰调任冷水江市人民政府办公室党组副书记、副主任，同年6月升任中共冷水江市委常委，2009年4月兼任政法委书记，2011年6月转任组织部部长，2012年8月出任市人民政府常务副市长、党组副书记，2016年8月出任中共冷水江市委副书记。
2017年6月，刘杰调到涟源市，出任中共涟源市委副书记、涟源市人民政府市长候选人，2017年7月正式出任市长。2021年6月升任市委书记。

### 落马
2025年1月22日，刘杰涉嫌严重违纪违法，接受湖南省纪委监委监委纪律审查和监察调查。